# Jean-Bedel
Ne doit pas être confondu avec Jean Bodel.
Cette page présente le prénom Jean-Bedel ainsi que ses variantes.
Jean-Bedel ou Jean-Bédel est un prénom, dérivé de « Jean-B. de L. », abréviation de Jean-Baptiste de La Salle,,,, ou de Benoît de Labre.

## Personnalités portant ce prénom
- Jean-Bedel Bokassa (1921-1996), homme d'État et militaire centrafricain ;
- Jean-Bedel Mpiana wa Tshituka, dit JB Mpiana (né en 1967), chanteur, danseur-chorégraphe et auteur-compositeur-interprète congolais.

- Pour l'ensemble des articles sur les personnes portant ce prénom, consulter :
  - la liste des articles dont le titre commence par ce prénom
  - les listes produites par Wikidata : Liste des personnes de prénom « Jean-Bedel » — même liste en incluant les éventuels prénoms composés qui contiennent « Jean-Bedel ».